# Benito Juárez Sección Panzillal
Benito Juárez Sección Panzillal är en ort i Mexiko.   Den ligger i kommunen Macuspana och delstaten Tabasco, i den sydöstra delen av landet, 700 km öster om huvudstaden Mexico City. Benito Juárez Sección Panzillal ligger 10 meter över havet och antalet invånare är 115.
Terrängen runt Benito Juárez Sección Panzillal är mycket platt. Runt Benito Juárez Sección Panzillal är det ganska tätbefolkat, med 67 invånare per kvadratkilometer. Närmaste större samhälle är Macuspana, 10,9 km väster om Benito Juárez Sección Panzillal. Trakten runt Benito Juárez Sección Panzillal består till största delen av jordbruksmark.